# Puig de les Canals
El Puig de les Canals és una muntanya de 883 metres que es troba entre els municipis de Cantallops i la Jonquera, a la comarca catalana de l'Alt Empordà.